# شاه سلطان (دختر سلیم یکم)
شاه‌خوبان سلطان، (۱۵۰۸ ترابزون – ۱۵۷۲ استانبول) با نام شاه سلطان هم شناخته میشود، دختر سلیم یکم، خواهر سلیمان قانونی و عمه سلیم دوم بود.
شاه سلطان در حدود سال ۱۵۰۸ در ترابزون متولد شد. پدرش شاهزاده سلیم (بعدا سلیم یکم) و مادرش صیغه ناشناخته بود. او در ۱۵ آوریل ۱۵۲۴ با لطفی پاشا ازدواج کرد. همسرش تا سال ۱۵۳۴ حاکم نقاط مختلفی در آناتولی بود و نهایتا در این سال به مقام وزارت سوم دیوان رسید. آن‌ها صاحب یک دختر و سه پسر بودند، (دخترشان اسماخان سلطان با حسین پاشا ازدواج کرد).
لطفی پاشا در پی مرگ ایاس محمد پاشا از سال ۱۵۳۹ تا ۱۵۴۱ وزیر اعظم بود اما در سال ۱۵۴۱ میان شاه سلطان و لطفی پاشا درگیری رخ داد به همین دلیل سلیمان دستور طلاق آن‌ها را صادر کرد و لطفی پاشا را از مقامش برکنار شد. شاه سلطان بعد از طلاق زندگی خود را وقف در دین کرد او در سال ۱۵۵۱ با یک روحانی به نام شیخ مرکز افندی ازدواج کرد. او در سال ۱۵۷۲ فوت شد و در مسجد سلطان سلیم دفن شد.

## در رسانه
دنیز چاکر در سریال ترکی حریم سلطان (قرن باشکوه) به کارگردانی: یاغمور تایلان و دورول تایلان ، ایفاگر نقش شاه سلطان بود.